# 도리시마섬 (나가사키현)

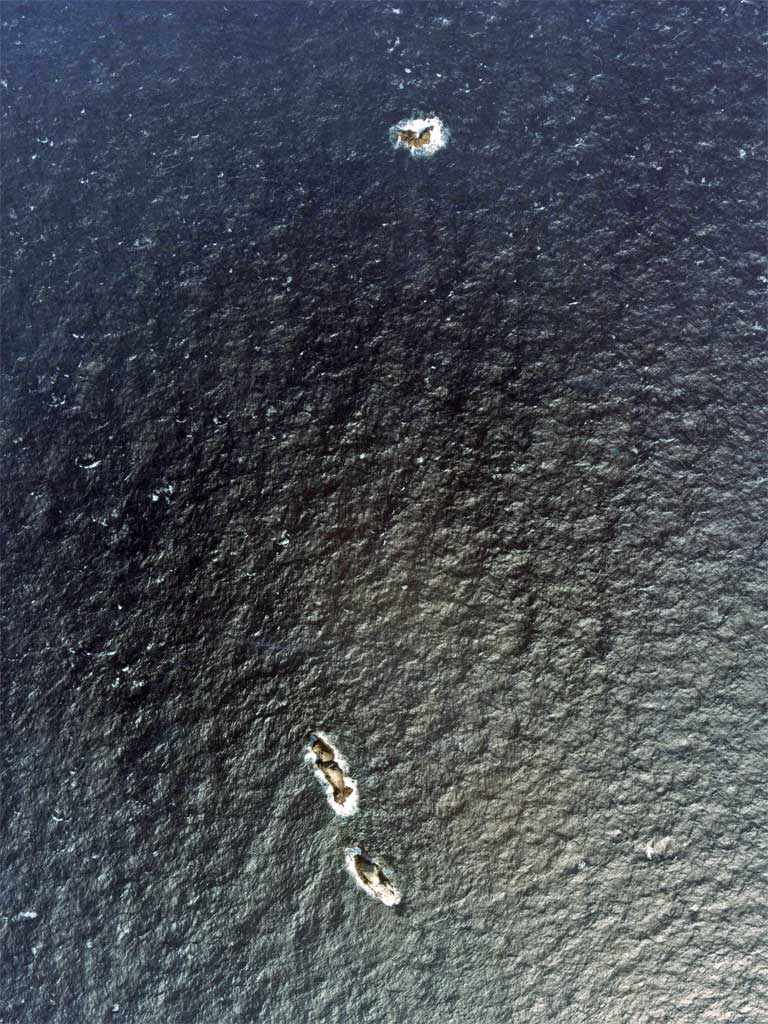
1978년 촬영한 항공 사진

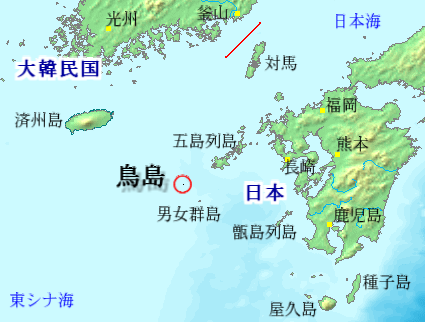
도리시마섬의 위치(일본어)

도리시마섬(일본어: 鳥島)은 동중국해의 무인도 또는 암초로 일본이 실효지배하고 있다. 일본은 나가사키현 고토시에 속한다. 일본에서는 후쿠에섬 남서쪽 약 60km, 단조 군도에서 북서쪽 35km에, 대한민국 제주도 표선에서 170km 동남쪽에 위치한다. 일본에서는 다른 섬과 구분하기 위해 히젠토리시마(肥前鳥島)라고 부르기도 한다. 이 섬은 대한민국 대륙붕의 자연적 연장내에 위치하며 일본과는 해구로 단절되어있다.
일본에서는 이 암초가 대륙붕이나 배타적 경제 수역(EEZ)의 기점이라고 주장하지는 않는다.

## 같이 보기
- 단조 군도(남녀군도)
- 이어도